# Mohieddin Fikini
Mohieddin Fikini (àrab: محيي الدين فكيني, Muḥyī ad-Dīn Fikīnī) (Fezzan, 10 de març de 1925 - ?, 1994) fou un polític libi. Fou primer ministre de Líbia entre març de 1963 i gener de 1964.